# Грем'ячинськ (Бурятія)
Грем'ячинськ (рос. Гремячинск) — село Прибайкальського району, Бурятії Росії. Входить до складу Сільського поселення Грем'ячинського.
Населення — 846 осіб (2015 рік).
Село засноване 1780 року.